# Pearsonites
Pearsonites es un género de foraminífero planctónico de la familia Truncorotaloididae, de la superfamilia Globorotalioidea, del suborden Globigerinina y del orden Globigerinida. Su especie tipo es Globorotalia (Truncorotalia) broedermanni.  Su rango cronoestratigráfico abarcaba desde el Thanetiense superior (Paleoceno) hasta el Bartoniense (Eoceno medio).

## Descripción
Pearsonites incluía especies con conchas trocoespiraladas, de forma discoidal-globular, ligeramente biconvexa a planoconvexa; sus cámaras eran hemiesféricas, subtriangulares en el lado umbilical y subtrapezoidales a subrectangulares en lado espiral; sus suturas intercamerales eran inicididas o poco incididas, y ligeramente curvas; su contorno ecuatorial era circular, y lobulado; su periferia era redondeada a subaguda; su ombligo era pequeño, bordeado por una hombrera circumumbilical; su abertura principal era interiomarginal, umbilical-extraumbilical, con forma de arco bajo asimétrico; presentaban pared calcítica hialina, macroperforada con poros en copa, y superficie muricada.

## Discusión
Clasificaciones posteriores incluirían Pearsonites en la familia Truncorotaloidinoidea.

## Paleoecología
Pearsonites, como Acarinina, incluía especies con un modo de vida planctónico, de distribución latitudinal cosmopolita, preferentemente tropical-subtropical, y habitantes pelágicos de aguas superficiales (medio epipelágico).

## Clasificación
Pearsonites incluye a las siguientes especies:
- Pearsonites anapetes †
- Pearsonites broedermanni †
- Pearsonites lodoensis †